# فابیو کارپی
فابیو کارپی (ایتالیایی: Fabio Carpi؛ ۱۹ ژانویه ۱۹۲۵ – ۲۶ دسامبر ۲۰۱۸) کارگردان فیلم و فیلم‌نامه‌نویس اهل ایتالیا بود.
از فیلم‌هایی که وی در آن‌ها نقش داشته‌است، می‌توان به نوبت توست که بمیری، عشق ضروری و برهنه می‌بینم اشاره نمود.